# Something
"Something" је песма групе Битлси, издата на њиховом албуму Abbey Road из 1969. године. "Something" је прва је прва песма коју је написао главни гитариста Џорџ Харисон која се појавила на А страни и уједно и једина његова која је била у врху популарности у Америци.
Џон Ленон и Пол Макартни, који су били главни текстописци бенда, сложили су се да је "Something" најбоља песма коју је Харисон икада написао а уједно и једна од најбољих песама бенда икада. Поред добрих критика песма је остварила и сјајан комерцијални успех, била је на врху Билбордове листе у Америци и у топ пет у Британији. Песма је обрадило више од 150 извођача, што је чини највише обрађиваном песмом Битлса после "Yesterday". Међу извођачима који су обрадили ову песму налазе се и Елвис Пресли, Френк Синатра, Енди Вилијамс, Ерик Клептон, Хулио Иглесиас. Харисон је изјавио да је његова омиљена обрада она коју је урадио Џејмс Браун и налазила се у његовом џубоксу.

## Композиција
Током 1968. године док је снимао сетове ѕа Битлсе, Харисон почиње да ради на песми коју данас знамо као "Something". Почетни стихови песме били су адаптација наслова песме Џејмса Тејлора која се звала Something in the Way She Moves и коришћена је као подлога док се мелодија развијала. Други стих песме "Attracts me like no other lover, "написан је последњи. Харисон се на почетку двоумио између "Attracts me like a cauliflower" и "Attracts me like a pomegranate."
Харисон је касније рекао да је на паузи током снимања отишао у празан студио и почео да пише. Многи мисле да је Харисон написао ову песму инспирисан својом тадашњом супругом Пати Бојд. Бојдова је те гласине потврдила у својој аутобиографији Wonderful Tonight, издатој 2007. године. Међутим, сам Харисон то негира и каже да је песму напросто написао не мислећи ни на кога посебно.

## Спот
Спот ѕа песму "Something" сниман је мало пре распада бенда. До тада су чланови бенда постали поприлично удаљени, тако да се спот састоји од одвојених клипова на којима сваки од чланова бенда са својом супругом шета око своје куће. Спот је режирао Нил Аспинал.

## Пријем
Албум Abbey Road је издат 26. септембра 1969. године у Британији а у Америци је издат 1. октобра заузевши брзо водећа места на листама песама у обе земље.
Пар дана касније, дана 6. октобра "Something" је издат као double A-side сингл заједно са "Come Together".